# Geoff Emerick

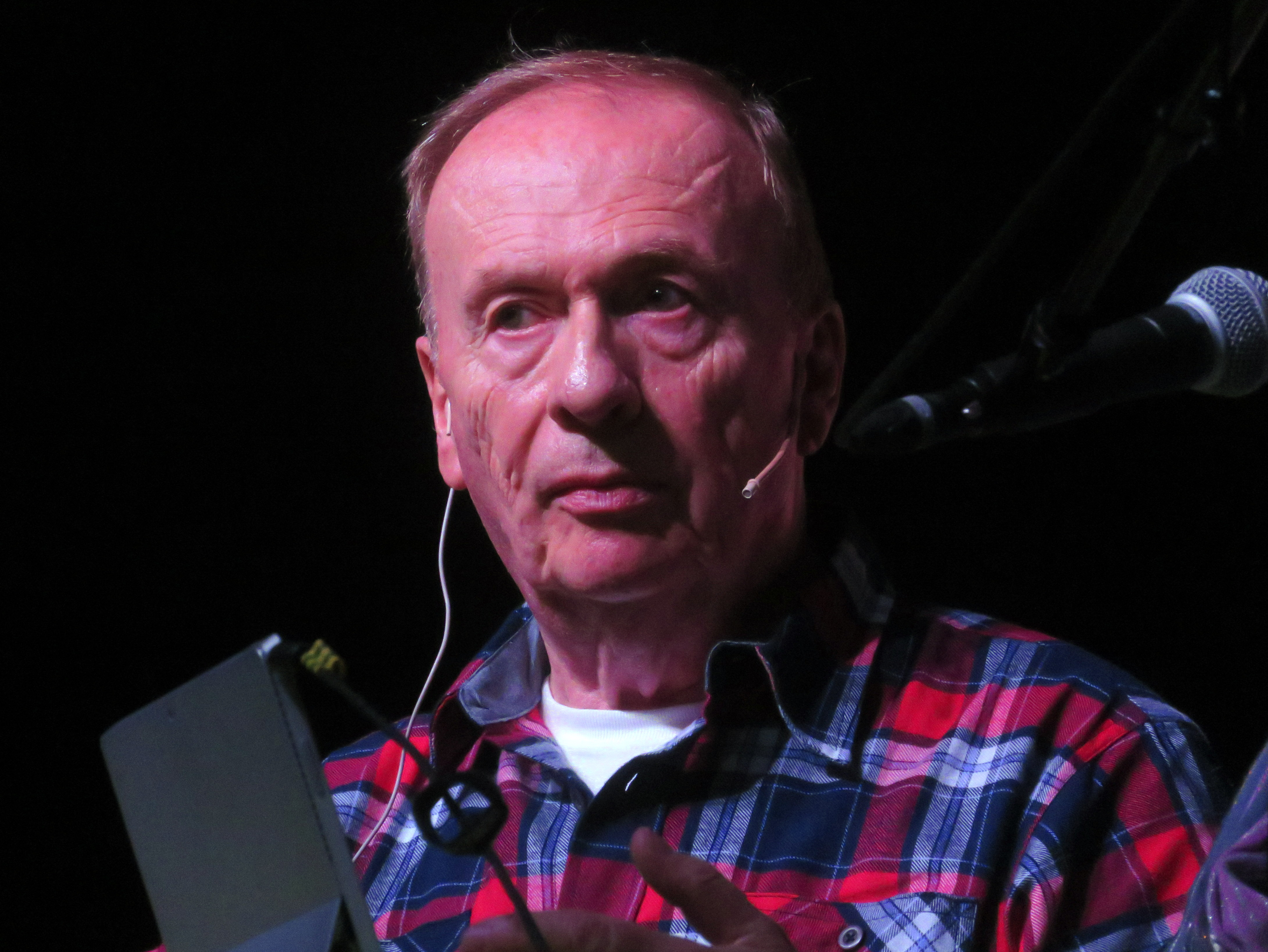
Geoff Emerick

Geoff Emerick (Crouch End (Londen), 5 december 1945 - Los Angeles, 2 oktober 2018) was een Engelse geluidstechnicus in opnamestudio's, die het meest bekend staat om zijn werk met The Beatles, met name de albums Revolver, Sgt. Pepper's Lonely Hearts Club Band, The White Album en Abbey Road. Het eerste album waaraan hij meewerkte was Revolver, en het nummer "Tomorrow Never Knows" was de eerste track waaraan hij werkte.
Emerick bracht, net als Beatles-producer George Martin, een avontuurlijke en experimentele aanpak mee.
Naast zijn baanbrekende werk met de Beatles, Paul McCartney en Wings (Band on the Run), produceerde Emerick ook albums van the Zombies (Odessey & Oracle), Badfinger (No Dice), Elvis Costello (Imperial Bedroom, All This Useless Beauty), en Nellie McKay (Get Away From Me).
Hij heeft zijn memoires samen met Howard Massey in boekformaat verwerkt en uitgebracht onder de titel: Here, There and Everywhere, My Life Recording The Beatles.
Emerick had hartproblemen en kreeg op latere leeftijd een pacemaker. Hij overleed aan een hartaanval op 72-jarige leeftijd.